# واسیلی تایروف

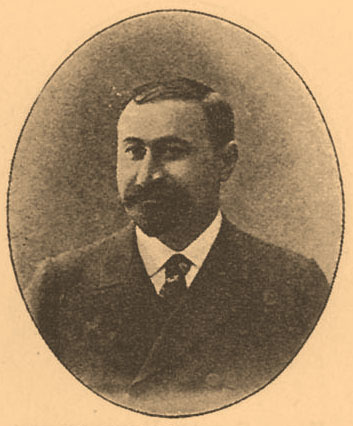
واسیلی تایروف، موسس کارخانه براندی در ارمنستان

واسیلی اگوروویچ تایروف (یا واسیل؛ ۱۸۵۹–۱۹۳۸) یک شریک‌کار و دانشمند شوروی و ارمنی بود. او و پسر عمویش نرسس تایران پس از تحصیل در رشته شراب سازی در فرانسه، اولین کارخانه تولید براندی را در ارمنستان افتتاح کردند. تایروف مجله بولتن شراب سازی را در اودسا، اوکراین در سال ۱۸۹۲ تأسیس کرد مؤسسه انگور و شراب سازی تایروف. این اولین مؤسسه علمی شراب سازی در اودسا بود. بنای یادبودی به افتخار او در اودسا برای جشن تولد ۱۸۵ سالگی او برپا شد.